# Irene Camber-Corno
Irene Camber-Corno (ur. 12 lutego 1926 w Trieście, zm. 23 lutego 2024 w Lissone) – włoska florecistka, dwukrotna medalistka olimpijska i wielokrotna medalistka mistrzostw świata.
Podczas XIV Letnich Igrzysk Olimpijskich w Londynie w 1948 roku w zawodach indywidualnych odpadła w półfinałach. Podczas rozgrywanych cztery lata później XV Letnich Igrzysk Olimpijskich w Helsinkach wywalczyła indywidualnie złoty medal. W rundzie finałowej wygrała sześć z ośmiu pojedynków i wyprzedziła Węgierkę Ilonę Elek i Dunkę Karen Lachmann. Kolejny medal zdobyła podczas XVII Letnich Igrzysk Olimpijskich w Rzymie w 1960 roku, gdzie Włoszki w składzie: Antonella Ragno-Lonzi, Irene Camber, Velleda Cesari, Bruna Colombetti-Peroncini i Claudia Pasini zdobyły drużynowo brązowy medal. W zawodach indywidualnych Irene Camber odpadła w ćwierćfinałach. Brała też udział w XVIII Letnich Igrzyskach Olimpijskich w Tokio w 1964 roku, zajmując tam czwarte miejsce drużynowo.
Podczas 22. mistrzostw świata w Kopenhadze w 1952 roku Irene Camber, Alberta Lorenzoni, Velleda Cesari, Silvia Strukel i Jenny Zanelli zdobyły brązowy medal w zawodach drużynowych. W tej samej konkurencji Irene Camber zdobyła też złoty medal podczas 27. mistrzostw świata w Paryżu (1957), srebrny podczas 24. mistrzostw świata w Luksemburgu (1954) oraz brązowe podczas 23. mistrzostw świata w Brukseli (1953), 25. mistrzostw świata w Rzymie (1955) i 31. mistrzostw świata w Buenos Aires (1962). Ponadto wywalczyła dwa medale w turniejach indywidualnych: złoty podczas Mistrzostw Świata 1953 oraz brązowy podczas Mistrzostw Świata 1957, plasując się za Aleksandrą Zabieliną ze Związku Radzieckiego i Heidi Schmid z Niemiec Zachodnich.
Po zakończeniu kariery zawodniczej została trenerką. Prowadziła między innymi reprezentację włoskich florecistek podczas XX Letnich Igrzysk Olimpijskich Monachium 1972.

## Osiągnięcia
Konkurencja: floret
Igrzyska olimpijskie
- indywidualnie (1956)
- drużynowo (1960)

Mistrzostwa świata
- indywidualnie (1953); drużynowo (1957)
- drużynowo (1954)
- indywidualnie (1957); drużynowo (1952, 1953, 1955, 1962)